# Bernard Lens II

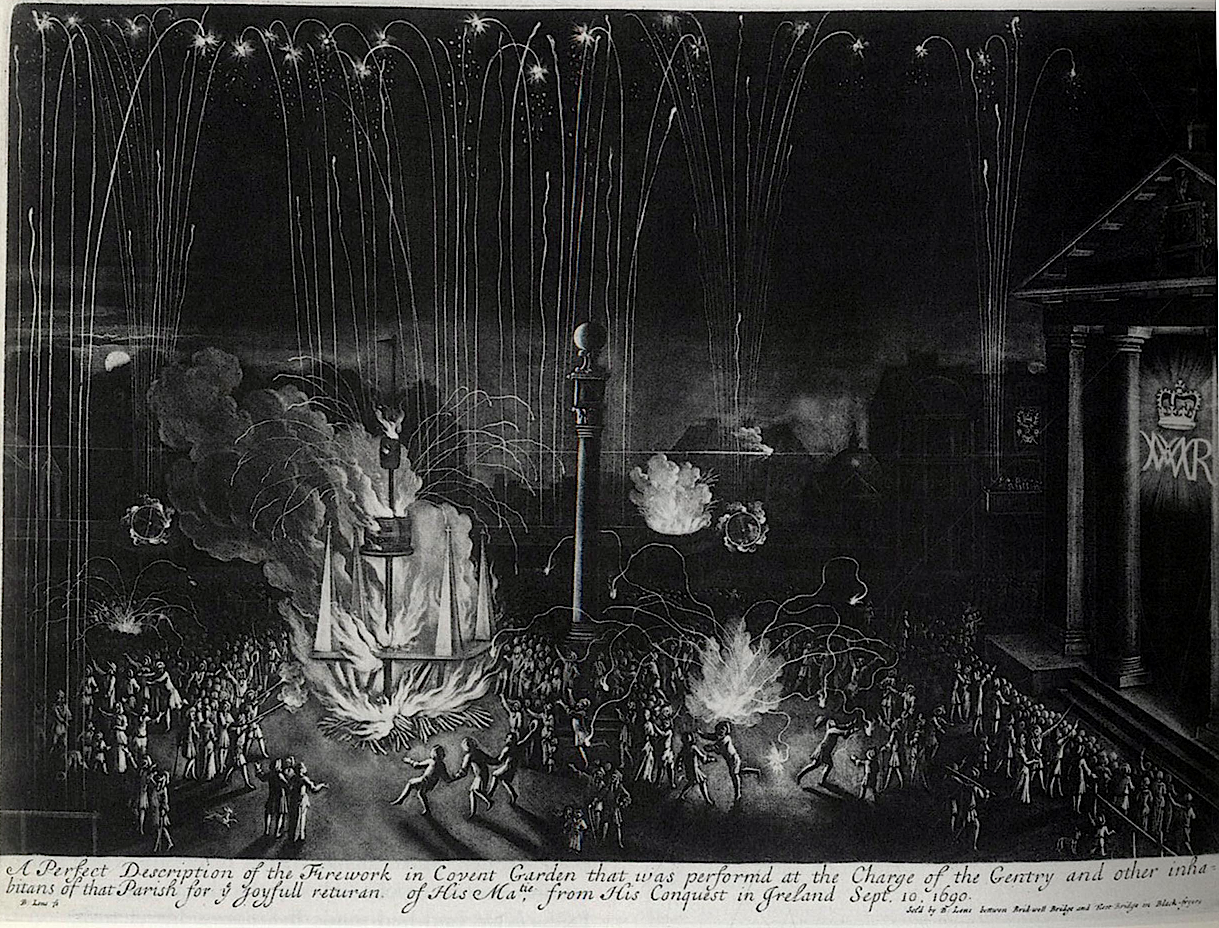
Una descripción perfecta de los fuegos artificiales en Covent Garden (1690), entresuelo de Bernard Lens II.

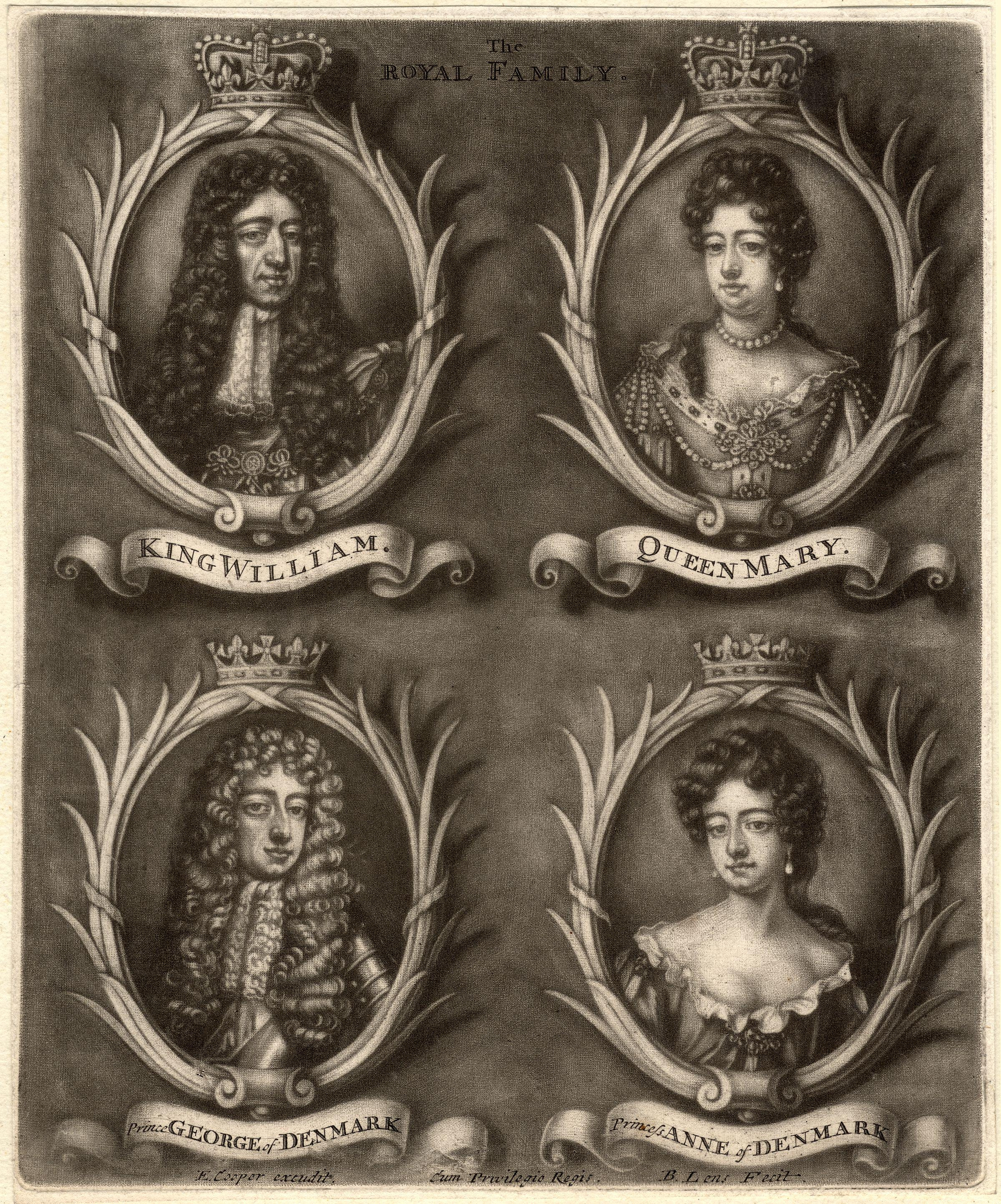
La familia real del rey Guillermo III, por Bernard Lens II.

Bernard Lens II (Londres, 1659-Londres, Reino de Gran Bretaña, 1725), también llamado  Bernard Lens El Joven, fue un grabador inglés, pionero de la técnica del mezzotint y editor.

## Vida
Bernard Lens II era hijo de Bernard Lens I, "un pintor oscuro" de origen holandés. Bernard Lens Practicó la técnica del esmalte y también escribí tratados religiosos.
El arte de Bernard Lens II, en gran parte confinado al desarrollo de la técnica de mezzotint, es un ejemplo de una tendencia general de su época, cuando "cuestiones de tonalidad, si no de color, se estaban desarrollando lejos de la dependencia del grabado con la línea". Según Malcolm Charles Salaman, "el más atractivo" de sus retratos fue el de Lady Mary Tudor. Salaman destacó a Lens por sus conocimientos "prácticamente únicos" sobre las capacidades del mezzotint en la reproducción de luz artificial, como lo demuestra su serie de fuegos artificiales. Estos grabados, que conmemoran las victorias de la Guerra Guillermita de Irlanda, fueron "el componente esencial de la amplificación representacional en la política" del período. 
Bernard Lens II fue el padre del miniaturista más conocido como Bernard Lens III. Padre e hijo colaboraron en proyectos conjuntos, por ejemplo, durante la gira de 1710 de los jefes nativos americanos a Inglaterra. En el último día de su estancia en Londres, Bernard Lens III realizó retratos en miniatura de los "Cuatro Reyes"; Bernard Lens II copió estos retratos en mezzotinta, incluido un folleto ampliamente copiado que presenta los cuatro retratos.Vaughan, Alden T. (2006). Transatlantic encounters: American Indians in Britain, 1500-1776. Cambridge University Press. ISBN 0521865948.